# Marechausseevereniging
De Marechausseevereniging (MARVER) is een Nederlandse militaire vakbond die actief is in de Koninklijke Marechaussee. De organisatie werd opgericht op 15 april 1907.
In eerste instantie werd de oprichting van een vereniging door de leiding van het krijgsmachtsonderdeel niet toegestaan. In 1907 gaf de 'Inspecteur der Koninklijke Marechaussee' toestemming op voorwaarde dat uitsluitend algemene belangen mochten worden behartigd en de vereniging geen strijdlustig karakter mocht dragen.
Het is een vakbond specifiek voor leden van de Koninklijke Marechaussee, zowel actief als niet actief dienenden. De MARVER houdt zich als vakbond bezig met individuele belangenbehartiging, collectieve belangenbehartiging en sociale zorg. Met betrekking tot sociale zorg is door de MARVER het Fonds Sociale Zorg (FSZ) opgericht. Het FSZ biedt ondersteuning bij ziekte, maar kan ook helpen in geval van financiële nood. 
De MARVER is onderdeel van FNV Veiligheid, samen met de AFMP.  De MARVER is aangesloten bij een centrale voor overheidspersoneel, het ACOP en is hierdoor aangesloten bij het formele overleg met de Minister van Defensie. De MARVER is collectief lid van de FNV.